# CH Media
CH Media ist ein Schweizer Medienunternehmen, das von der Verlegerfamilie Wanner geführt wird. Das Unternehmen beschäftigt rund 1800 Mitarbeitende in 13 Kantonen und setzt jährlich über 400 Millionen Schweizer Franken um. Mit über 70 Medienmarken gehört CH Media zu den bedeutendsten Medienhäusern des Landes. Entstanden ist CH Media 2018 als Joint Venture der NZZ-Mediengruppe und der AZ Medien. In der neuen Aktiengesellschaft wurden insbesondere die Regionalmedien beider Konzerne im Bereich Print, Online, Fernsehen und Radio gebündelt. Die samstäglich erscheinende Schweiz am Wochenende ist mit über einer Million Leserinnen und Lesern die meistgelesene Zeitung der Deutschschweiz. Die Reichweite aller Medien beträgt gemäss Angaben des Unternehmens 3 Mio. Personen. CH Media gehört zu den 500 grössten Unternehmen in der Schweiz.

## Geschichte
Am 7. Dezember 2017 kündigten die AZ Medien und die NZZ-Mediengruppe die Gründung des Joint Ventures an, das beiden Gruppen zu gleichen Teilen gehört. Im Jahr 2023 hat die AZ Medien mit 65 % die Mehrheit übernommen, NZZ hält noch 35 %. Die beiden Medienunternehmen brachten ihre Regionalzeitungen und die dazugehörigen Online-Portale sowie ihre Radio- und TV-Stationen in das neue Unternehmen CH Media ein. In den Verbund eingeführt wurden auch die Zeitschriften der AZ Medien. Die NZZ-Mediengruppe brachte ihr gesamtes Regionalmediengeschäft ein. Auch die Druckereien wie Mittelland Zeitungsdruck, NZZ Media Services (vormals LZ Print und Tagblatt Print) und Vogt-Schild sowie alle Mitarbeitenden und Führungskräfte der genannten Bereiche beider Mediengruppen gingen ins neue Unternehmen über. Nicht Bestandteil des Zusammenschlusses sind die Geschäftsbereiche NZZ Medien und Business Medien der NZZ-Mediengruppe, dazu zählen unter anderem die Neue Zürcher Zeitung und die NZZ am Sonntag.
Der Zusammenschluss wurde von der Wettbewerbskommission am 16. August 2018 bewilligt, jedoch anhaltend kontrovers diskutiert: Für Kurt W. Zimmermann, damaliger Chefredaktor der Fachzeitschrift Schweizer Journalist stärkten solche Zusammenschlüsse in Wirklichkeit den kritischen Journalismus. Der damalige CH-Media-Chefredaktor Pascal Hollenstein argumentierte, dass so eine schlagkräftige Redaktion entstanden sei, die die Zeit und die finanziellen Mittel habe, um nachfragen und recherchieren zu können. Das vom Stifterverein Medienqualität Schweiz herausgegebene „Medienqualitätsrating 2020“ monierte in einer Studie, dass die drei grössten Medienkonzerne TX Group, CH Media und Ringier inzwischen 82 % des Deutschschweizer Pressemarkts kontrollieren. Aus demokratischer und gesellschaftlicher Perspektive sei der Vielfaltsverlust in der Medienlandschaft problematisch, da der publizistische Wettbewerb durch die Verbundsysteme verarme. Durch den ungenügenden Wettbewerb auf dem Schweizer Medienmarkt komme es dort auch unweigerlich zu schlechteren Ergebnissen.
Am 1. Oktober 2018 startete CH Media offiziell. Der Zeitungsmantel und die Aargauer Zeitung werden in Aarau, TV und Radio teilweise in Zürich produziert. Weitere grössere Standorte sind Luzern mit der Luzerner Zeitung, Tele 1 und den Zentralschweizer Radiosendern sowie St. Gallen mit dem St. Galler Tagblatt, TVO und Radio FM1. Zeitungsdruckereien betreibt CH Media in Aarau und St. Gallen. Insgesamt ist das stark regional verankerte Medienunternehmen an über 30 Standorten in 13 Kantonen vertreten.
Im Oktober 2019 übernahm CH Media die 3 Plus Group AG von Dominik Kaiser mit deren Sendern 3+, 4+, 5+ und 6+.
2020 übernahm CH Media die Aktienmehrheit an Radio 32. Ebenfalls 2020 wurde der AT Verlag an die BT Holding AG verkauft. Per 1. April 2020 stellte sich CH Media neu auf. Die neue Strategie fokussiert auf die digitale Transformation im Bereich Publishing und auf den weiteren Ausbau im Bereich Entertainment. In diesem Kontext verkaufte CH Media rückwirkend per 1. Januar 2020 sämtliche Aktien der Multicolor Print AG an das Ostschweizer Medienunternehmen Galledia.
Per 1. Januar 2021 verkaufte CH Media die Aktienmehrheit an den Buchs Medien (und damit den Werdenberger und Obertoggenburger) an Galledia. Am 1. März des gleichen Jahres startete der erste Jahrgang der CH Media Academy. In der zweijährigen praxisorientierten, journalistischen Ausbildung von CH Media erlernen die Volontärinnen und Volontäre das journalistische Handwerk in den Bereichen Radio, TV und Online. Aus wirtschaftlichen Gründen stellte CH Media im weiteren Verlauf des Jahres die Textilrevue, eine Fachzeitschrift für die Mode- und Textilbranche, ein. Die letzte Ausgabe wurde am 20. September 2021 publiziert. Per 1. Oktober übernahm CH Media den Betrieb des Kinder-TV-Senders Nick Schweiz und lizenzierte rund 1'400 Episoden Kinder-, Jugend- und Comedy-Inhalte von Paramount Global für den neuen Schweizer Streamingdienst oneplus. Nick Schweiz läuft tagsüber auf dem Programmplatz des Familiensenders 7+. Den neue Streamingdienst oneplus lancierte CH Media am 16. November 2021.
Am 21. September 2022 wurde bekanntgegeben, dass CH Media die drei Zentralschweizer Sender Radio Central, Sunshine Radio und Radio EVIVA übernimmt.
Per 1. April 2023 übernahm Michael Wanner den Posten als CEO von CH Media. Ebenfalls per 1. April verkaufte CH Media die technischen Fachzeitschriften HK-Gebäudetechnik, ET-Elektrotechnik und Planer Installateur an die Gebäudetechnik Medien AG.
Per Ende Februar 2024 stellte CH Media den Anzeiger Luzern und den Stadtanzeiger Olten wegen ungenügender Wirtschaftlichkeit ein. Im Zuge der Fokussierung auf das Kerngeschäft folgte im April der Verkauf der vier Special-Interest-Zeitschriften Kochen, Wir Eltern und Wohnrevue sowie der Onlineplattform Swissmom an die Medienatelier AG. Am 12. November stellte CH Media den Betrieb der sechs regionalen Today-Portale ein. Das Medienunternehmen begründete den Entscheid mit mangelnder Wirtschaftlichkeit und fehlender Perspektive der rein werbefinanzierten Newsportale. Gestartet waren die Portale 2015 in der Ostschweiz mit FM1Today, gefolgt von PilatusToday (2020), ArgoviaToday (2021), ZüriToday (2022), BärnToday (2022) und 32Today (2023).
Am 1. Mai 2025 übernimmt CH Media das Zofinger Tagblatt sowie die wöchentlich erscheinenden Gratiszeitungen Der Landanzeiger und Wiggertaler. Die Übernahme folgt auf eine langjährige Partnerschaft zwischen den Unternehmen.
Im Juli 2025 erwarb CH Media 20 Prozent an der Immobilienplattform newhome. Die Beteiligung erfolgte im Rahmen einer Kapitalerhöhung. CH Media sieht im Immobilienmarktplatz ein weiteres Wachstumsfeld und will ihre regionale Reichweite nutzen, um die Marktpräsenz von Newhome zu stärken.

## Partnerschaften

### Zeitungen
Die Schweiz am Wochenende ist mit über einer Million Leserinnen und Lesern die meistgelesene Zeitung der Deutschschweiz. Seit der Lancierung im Jahr 2017 konnte die Verbreitung durch Kooperationen mit anderen Verlagen stetig gesteigert werden. Neben der Aargauer Zeitung, der Luzerner Zeitung, dem St. Galler Tagblatt sowie den verschiedenen Regionalausgaben (alle CH Media) erscheinen am Samstag beispielsweise auch die Südostschweiz (seit 2013), der Bote der Urschweiz (seit 2019), das Bieler Tagblatt (seit 2022), die Schaffhauser Nachrichten (seit 2023) und die Freiburger Nachrichten (seit 2024) im Verbund der Schweiz am Wochenende. Zudem kooperieren verschiedene Zeitungstitel über die Wochenendpublikation hinaus mit CH Media und beziehen Mantelinhalte von der Zentralredaktion in Aarau.

### OneLog
Im Jahr 2021 gründete Ringier zusammen mit der TX Group das Joint Venture OneLog. Die OneLog AG soll das Single Sign-on der Schweizer Digital-Allianz entwickeln und betreiben. Ende Dezember 2022 traten CH Media und die NZZ dem OneLog-Joint Venture bei. Neben den bereits genannten Medienunternehmen gehört auch die SRG zu den Gründungsmitgliedern der 2019 gegründeten Allianz.

### Werbevermarktung
CH Media vermarktet ihr Werbeinventar eigenständig oder in strategischen Partnerschaften mit Drittvermarktern. Die Websites und Apps der Zeitungstitel und von watson werden seit Januar 2024 mit audienzz in einer Co-Vermarktung vermarktet. Die Vermarktung des Regional-TV-Senderverbunds «tele regio combi» und der nationalen TV-Sender erfolgt in Zusammenarbeit mit der Drittvermarkterin Goldbach. Im Radiobereich arbeitet CH Media mit der nationalen Vermarkterin Swiss Radioworld zusammen.

## Management und Mitarbeitende

### Verwaltungsrat
Verwaltungsratspräsident von CH Media ist der Präsident der AZ Medien, Peter Wanner. Der Verwaltungsrat besteht zudem aus Kaspar Hemmeler, Felix Graf, Jörg Schnyder, Anna Wanner (Tochter von Peter Wanner) und Matthias Keller.

### Management
Die Position des CEO ist seit 1. April 2023 besetzt durch Peter Wanners ältesten Sohn, Michael Wanner. Die weiteren Mitglieder der neunköpfigen Unternehmensleitung sind Roberto Rhiner (Leiter Finanzen & Services, CFO), Lydia Zollinger (Chief Human Resources Officer), Florian Wanner (Leiter Regionale Elektronische Medien) (Sohn von Peter Wanner), Thomas Wegmann (Leiter Publishing), Stefan Wabel (COO) Tarkan Özküp (CCO) Alex Greuter (CIO) sowie Wolfgang Elsässer (Leiter TV National).
Chefredaktor und damit publizistischer Leiter aller CH Media Zeitungen sowie der entsprechenden Onlineportale ist Patrik Müller. Die Inhalte der TV-Regionalsender verantwortet Oliver Steffen als Chefredaktor. Nicola Bomio leitet alle nationalen und regionalen Radiosender von CH Media. Chefredaktorin des werbefinanzierten Newsportals watson ist Nadine Sommerhalder. Das nationale TV- und Streaming-Geschäft wird von Wolfgang Elsässer geleitet, Ute von Moers verantwortet das Programm- und Channel-Management, Miriam Martino die Eigenproduktionen.

### Stellenabbau
Nach dem Zusammenschluss von AZ Medien und NZZ Regionalmedien baute CH Media rund 200 Stellen ab, um die Kosten bis 2020 um 10 Prozent oder 45 Millionen Franken zu reduzieren. Im November 2023 kündigte CH Media einen weiteren Stellenabbau im Umfang von 150 Stellen an. Aufgrund eines erheblichen Umsatzrückgangs in den Kernmärkten – primär infolge weiter sinkender Werbeeinnahmen – sah sich das Medienunternehmen nach eigenen Angaben gezwungen, seine Kosten substanziell zu senken und insbesondere die Personalkosten zu reduzieren. Nach einem Konsultationsverfahren konnte der Abbau auf 140 Vollzeitstellen reduziert werden. Aufgrund der Einstellung der sechs regionalen Today-Portale im November 2024 baute CH Media weitere 34 Stellen ab, 22 Mitarbeitenden konnten Anschlusslösungen im eigenen Unternehmen angeboten werden. Aktuell beschäftigt CH Media rund 1800 Mitarbeitende (davon ca. 700 Journalistinnen und Journalisten) an über 30 Standorten in 13 Kantonen der Schweiz.

## Printmedien: Zeitungen und Anzeiger

### Tageszeitungen
CH Media gibt in der Nordwest-, Zentral- und Ostschweiz insgesamt 18 Regionalzeitungen heraus. Die Titel erscheinen als gedruckte Tageszeitungen sowie E-Paper und sind via Onlineportale und News-Apps zugänglich:
Nordwestschweiz
- Aargauer Zeitung

- Badener Tagblatt
- Limmattaler Zeitung

- Solothurner Zeitung
- Grenchner Tagblatt
- Oltner Tagblatt
- bz – Zeitung für die Region Basel, Zusammenschluss der ehemaligen bz Basellandschaftliche Zeitung und der bz Basel[60]
- Zofinger Tagblatt (ab 1. Mai 2025)

Zentralschweiz
- Luzerner Zeitung
- Zuger Zeitung
- Nidwaldner Zeitung
- Obwaldner Zeitung
- Urner Zeitung
- Bote der Urschweiz

Ostschweiz
- St. Galler Tagblatt
- Thurgauer Zeitung
- Toggenburger Tagblatt
- Appenzeller Zeitung
- Wiler Zeitung

### Wochenendzeitung
Die Schweiz am Wochenende ist die meistgelesene Zeitung der Deutschschweiz. Der samstäglich erscheinende Titel von CH Media und ihren Kooperationspartnern erreicht über eine Million Leserinnen und Leser, was fast jeder fünften Person in der deutschsprachigen Schweiz entspricht.
Lanciert wurde die Wochenendpublikation 2007 von den AZ Medien unter dem Namen Sonntag. Von 2013 bis 2017 wurde sie zusammen mit Südostschweiz Medien mit acht Regionalausgaben unter dem Titel Schweiz am Sonntag herausgegeben. Seit Februar 2017 erscheint die Zeitung samstags als Schweiz am Wochenende. Peter Wanner und Patrik Müller beobachteten, dass die Zahl der Inserate in Sonntagszeitungen von Jahr zu Jahr zurückging. Da die Produktion am Samstag und der Vertrieb am Sonntag traditionell hohe Kosten verursachen und durch eine Reduktion von sieben auf sechs Ausgaben Druck- und Papierkosten eingespart werden konnten, entschieden der Verleger und der Chefredaktor, das Erscheinungsdatum der Wochenendzeitung auf Samstag vorzuverlegen.
Seit Juli 2019 erscheint der Titel auch in der Ost- und Zentralschweiz, wo er die Sonntagszeitungen Ostschweiz am Sonntag und Zentralschweiz am Sonntag ersetzte. Seither erhalten die Abonnentinnen und Abonnenten des St. Galler Tagblatts sowie der Luzerner Zeitung und ihrer Regionaltitel regionalisierte Ausgaben der Schweiz am Wochenende.
Die Südostschweiz (seit 2013), der Bote der Urschweiz (seit 2019), das Bieler Tagblatt (seit 2022), die Schaffhauser Nachrichten (seit 2023) und die Freiburger Nachrichten (seit 2024) erscheinen samstags ebenfalls im Verbund der Schweiz am Wochenende.

### Anzeiger
Ebenfalls zum Portfolio von CH Media gehören zehn Anzeiger und Wochenzeitungen.

## Elektronische Medien: TV, Radio, Digital

### Fernsehen
Unter dem Dach der CH Media TV AG betreibt CH Media die folgenden acht nationalen TV-Sender:
- TV24
- TV25
- S1
- 3+
- 4+
- 5+
- 6+
- 7+ / Nick Schweiz

Ebenfalls zum Portfolio von CH Media gehört der Zürcher Regional-TV-Sender TeleZüri. Zudem erbringt CH Media für die Regionalsender Tele M1 (Mittelland) und TeleBärn (Bern) sowie für Tele 1 (Zentralschweiz) und TVO (Ostschweiz) Technik-, Produktions-, Vermarktungs- und Managementleistungen. Während Tele M1 und TeleBärn Sender der AZ Regionalfernsehen AG (Tochter der AZ Medien AG) sind, gehören Tele 1 und TVO der NZZ Regionalmedien AG (Teil des Unternehmens NZZ).
Nach Art. 4 Abs. 3 des Bundesgesetzes über Radio und Fernsehen (RTVG) kann ein Unternehmen maximal zwei Fernseh-Konzessionen und zwei Radio-Konzessionen erwerben. Dies betrifft die konzessionierten Sender Tele M1 und Tele Bärn sowie Tele 1 und TVO. Um diese «2+2-Regel» nicht zu verletzen, bleiben die Firmen, die die Konzessionen halten, vorerst bei den AZ Medien bzw. der NZZ-Mediengruppe. Die «2+2-Regel» soll nach dem Willen von Parlament und Bundesrat möglichst rasch aufgehoben werden.

### Streamingdienstoneplus
Unter dem Namen oneplus betreibt CH Media sei November 2021 einen eigenen Abo-Streamingdienst. oneplus bietet sowohl Schweizer als auch internationale Inhalte sowie Zugriff auf den Streamingdienst Paramount+ und das lineare TV-Angebot der CH Media Sender.

### Radio
CH Media betreibt folgende nationale Radiosender:
- Virgin Radio Switzerland (vormals: Virgin Radio Rock Switzerland)
- Flashback FM
- Radio EVIVA
- Radio Melody

CH Media betreibt in 6 Regionen der Schweiz 8 Radiosender, darunter ist Radio Central konzessioniert.
- Radio Argovia
- Radio 24
- Radio 32[72]
- Radio Bern 1[73]
- Radio FM1
- Radio Pilatus
- Radio Central
- Sunshine Radio

Die AZ Medien und die NZZ-Mediengruppe haben auf den 1. Juli 2018 die Konzessionen ihrer vier Radio-Sender Radio Argovia und Radio 24 (AZ Medien) sowie Radio FM1 und Radio Pilatus (NZZ-Mediengruppe) zurückgegeben, was ihre Überführung in CH Media ermöglichte. Per März 2021 wurde Radio Bern 1 übernommen. Per 1. Januar 2022 folgten Radio Central, Sunshine Radio und Radio Eviva.

### Newsportal watson
Watson ist ein rein werbefinanziertes Newsportal, das sich vor allem an ein jüngeres Publikum richtet. Es bietet ein journalistisches Vollprogramm mit Nachrichten, Debattenbeiträgen und Unterhaltung. Ursprüngliche Verlegerin war die vom Journalisten Hansi Voigt gegründete FixxPunkt AG, die sich mehrheitlich im Besitz der AZ Medien AG befand. Im Frühling 2023 übernahm CH Media die Mehrheit. Seither ist das Newsportal integraler Bestandteil von CH Media.
Die deutschsprachig Version des Newsportals ging am 22. Januar 2014 online. Im März 2021 folgte mit Watson Romandie der Westschweizer Ableger.

### Regionale Job-Plattformen
CH Media betreibt verschiedene regionale Job-Plattformen:
- ostjob.ch
- zentraljob.ch
- jobmittelland.ch
- jobbasel.ch
- jobbern.ch
- jobzueri.ch
- myjob.ch

## Druck
Ebenfalls zu CH Media gehören die CH Media Print AG und die Vogt-Schild Druck AG. Sie stellen in Aarau und St. Gallen (Zeitungsdruck) sowie in Derendingen (Akzidenzdruck) Tages- und Wochenzeitungen, Werbedrucksachen, Zeitschriften und Kataloge her.